# Хаджиянева къща
Хаджияневата къща (на гръцки: Οικία Χατζηγιάννη) е къща в град Воден, Гърция.
Къщата е разположена на улица „Аристотелис“ № 17. Собственост е на семейство Хадзиянис. Изградена е в 30-те години на XX век и е един от най-добрите представители на стила ар деко не само във Воден, но и в цяла Гърция с ясни препратки към стриймлайн модерн. В 2005 година къщата е обявена за паметник на културата.